# Le Divan du monde (film, 2009)
Pour les articles homonymes, voir Le Divan du Monde (homonymie).
Pour plus de détails, voir Fiche technique et Distribution.
Le Divan du monde est un film canadien en français, réalisé par Dominic Desjardins, qui est sorti en 2009 au Canada.  

## Synopsis
À la suite d'une rupture amoureuse à Vancouver, Zoé, une jeune femme, entreprend un voyage de retour sur le pouce vers sa province d'origine, l'Île-du-Prince-Édouard à 5 000 kilomètres. Elle rencontre Alex, un musicien travaillant en informatique qui décide de quitter son boulot pour l'accompagner.

## Fiche technique
- Titre original : Le Divan du monde
- Réalisation : Dominic Desjardins
- Scénario : Dominic Desjardins
- Musique : Antoine Gratton
- Photographie : Alexandre Bussière
- Son : Chris Goguen
- Montage : Dominic Desjardins
- Production : Rayne Zukerman
- Société de production : Zazie Films, Productions Coccinelle
- Sociétés de distribution : Zazie Films
- Pays d'origine :  Canada
- Langue originale : Français
- Format : couleur
- Genre : Drame sentimental
- Durée : 76 minutes
- Dates de sortie :
  - Canada : octobre 2009
  - Québec : 1er avril 2011 (sortie en salle)

## Distribution
- Mélanie LeBlanc : Zoé
- Antoine Gratton : Alex
- Marc Lamontagne : Pierre
- Phillipe Ramsay LeMieux Arto
- Valérie Blanche : Irène
- Michel Granger : Joël
- Jackie Blackmore : policière
- Diana Sandberg : voisine
- Rafaël Freynet : chansonnier
- Steve Adams : barrista
- Estelle Gazes : touriste
- Janelle Hutchison : Charlène
- Yvan Vanhecke : Chester